# Södra Fågelås distrikt
Södra Fågelås distrikt er et folkebogføringsdistrikt i Hjo kommun, og det ligger i Västergötland og Västra Götalands län i Sverige.
Distriktet ligger ved Vätterns vestbred og allerlængst mod syd i kommunen.
Distriktet blev oprettet den 1. januar 2016, og det består af det tidligere Södra Fågelås Sogn (Södra Fågelås socken). Geografisk har området den samme udstrækning, som Södra Fågelås Menighed (Södra Fågelås församling) havde ved årsskiftet 1999/2000.

58°12′03″N 14°12′33″Ø / 58.20083°N 14.20917°Ø